# Пищев, Виктор Павлович
Ви́ктор Па́влович Пи́щев (род. 9 февраля 1948, Куйбышев) — советский и российский тренер по боксу. Тренер боксёрского клуба Вооружённых Сил и самарской ДЮСШ № 3, личный тренер чемпиона мира, трёхкратного чемпиона Европы Василия Шишова. Заслуженный тренер СССР (1986). Судья республиканской категории.

## Биография
Виктор Пищев родился 9 февраля 1948 года в городе Куйбышеве (нынешняя Самара). В молодости сам серьёзно занимался боксом, выполнил норматив мастера спорта СССР.
Окончил Горьковский институт инженеров водного транспорта (ныне Волжский государственный университет водного транспорта), где получил специальность инженера.
С 1978 года начал осуществлять тренерскую деятельность. Работал в боксёрском клубе Вооружённых Сил СССР, в течение многих лет тренировал начинающих спортсменов в самарской Детско-юношеской спортивной школе № 3, подготовил плеяду талантливых боксёров, обладателей различных спортивных званий и разрядов. Тренер высшей квалификационной категории.
Широкой общественности наиболее известен как личный тренер заслуженного мастера спорта Василия Шишова, чемпиона мира, обладателя Кубка мира, трёхкратного чемпиона Европы, пятикратного чемпиона СССР. Шишов начал тренироваться под его руководством ещё в раннем детстве и затем оставался его подопечным более двадцати лет вплоть до завершения спортивной карьеры. За подготовку этого выдающегося спортсмена в 1986 году Виктор Пищев был удостоен почётного звания «Заслуженный тренер СССР».
Неоднократно принимал участие в соревнованиях по боксу в качестве судьи. Судья республиканской категории.
Член совета Федерации бокса Самарской области.
В Сергиевске действует боксёрский клуб «Ринг» имени заслуженного тренера СССР Виктора Павловича Пищева.